# .info
.info es un dominio de internet de nivel superior previsto para las páginas web informativas, aunque su uso no está restringido. Fue parte de un muy publicitado anuncio de la ICANN (Internet Corporation for Assigned Names and Numbers) a fines de 2000, con el que se lanzaron siete nuevos dominios de nivel superior (gTLD). Los siete nuevos gTLDs, seleccionados de entre más de 180 propuestas, fueron creados para quitar presión al muy saturado dominio .com.
.info fue el más exitoso de los siete nuevos dominios, con más de 6,1 millones de dominios registrados a mediados de 2013. De estos, más de 1,6 millones páginas .info están activas.[cita requerida]

## Historia
El dominio .info es operado por Afilias desde su creación. En 2003 fue el primer dominio de nivel superior genérico en soportar los nombres de dominio internacionalizados basados en los estándares de la IETF. Las inscripciones se tramitan a través de los registradores acreditados.
El lanzamiento de .info implicó un «sunrise period» para propietarios de marcas, seguido de un período de inscripciones —landrush— abierto a todos, siendo esta la primera vez que se llevó a cabo este tipo de proceso para un nuevo dominio de nivel superior genérico. Este proceso fue criticado por dar preferencia a las marcas sobre palabras que en otros contextos son genéricas; por ejemplo, la compañía de equipamientos de construcción Caterpillar fue capaz de registrar cat.info antes que muchos usuarios comunes, como los amantes de los felinos, se les permitiera inscribirse.
Aunque inicialmente un gran número de registros fraudulentos fueron hechos por solicitantes que en realidad no poseían una marca comercial válida, posteriormente un procedimiento de impugnación eliminó la mayoría de estos.
Antes del lanzamiento, los nombres de países fueron reservaron desde el registro a petición de la ICANN, ante la consternación de los que ya habían pagado los derechos de preinscripción para intentar registrar estos nombres en el landrush. El comité Asesor Gubernamental de la ICANN, integrado por representantes de los países de todo el mundo, aplaudió la medida, la primera de cualquier dominio mayor para proteger a los presuntos intereses nacionales de las naciones.